# Сердар (військове звання)
Сердар (осман. سردار; від «Сардар») — військове звання в Османській імперії та шляхетне звання в Чорногорія та Сербія. Сердари часто служили на кордонах Османської імперії. Термін часто перекладається як «командир» в англійських текстах і походить з перської мови.
Титул Сердар також використовувався в Чорногорському та Сербському князівствах як почесний нешляхетний титул нижче «войводи». Янко Вукотич, колишній прем’єр-міністр Чорногорії, мав титул «сердар».

## Використання
- Сердар — популярне чоловіче ім’я в Туреччина.
- Сердар — популярне чоловіче ім’я в Туркменістан.
- Сердар-і Екрем або (Сердар-і Азам) означає головнокомандувача з найвищим званням, і, таким чином, іноді стосується Великого візира Османської імперії.
- Сердар також використовується як іменник (особливо для надання ностальгічного відчуття) у своєму оригінальному значенні (тобто головнокомандувач) у турецькій мові. Наприклад, «Ordunun serdarı yiğit savaşçılarına saldırı emrini verdi» означає «Головнокомандувач війська наказав своїм хоробрим бійцям атакувати».
- Слово було адаптовано в англійській мові з його оригінальним або спорідненим написанням, тобто serdar, sardar, sirdar, що означає головнокомандувача армії. Однак ці слова не використовуються в повсякденній термінології.
- Сердар, варіант Сірдар та Сардар, давнє звання в Західній та Південній Азії — було присвоєно британському головнокомандувачу британсько-контрольованої Єгипетської армії наприкінці XIX та на початку XX століть. Сірдар проживав у Сірдарії, триквартальному маєтку в Замалек, який також був домом британської військової розвідки в Єгипет.